# Helene Lahr
Helene Lahr (verehelichte Helene Birti-Lavarone; geboren am 9. Januar 1894 in Wien; gestorben am 23. März 1958 ebenda) war eine österreichische Schriftstellerin und Übersetzerin.

## Leben
Lahr stammte aus einem großbürgerlichen Elternhaus, ihre Tante väterlicherseits war die Frauenrechtlerin und Schriftstellerin Rosa Mayreder. 1918 heiratete sie den Ulanenoffizier Franz Birti Edlen von Lavarone (1877–1947-01-01), mit dem sie bis 1945 zurückgezogen in Baden bei Wien lebte (Erzherzog-Rainer-Ring 8).
Ab 1945 wieder in Wien, arbeitete sie als Lektorin und Übersetzerin französischer und polnischer Literatur für den Ullstein-Verlag. Außerdem veröffentlichte sie Lyrik und Kurzprosa. 1955 erschien ein Band mit Geschichten.
Ihr Lebensgefährte und Nachlassverwalter Oskar Jan Tauschinski stellte postum zwei Bände mit Gedichten und Kurzprosa aus verschiedenen Lebensabschnitten zusammen.

## Würdigungen
- 1954 Lyrikerpreis der Wiener Zeitung

## Werke
- Die wirklichen Eulen. Geschichten. Wien 1955.
- Skeptisches Tagebuch. Wien 1963.
- Der Seitenblick. Wien 1969.

Übersetzungen
- Stanisław Jerzy Lec: Über Brücken schreitend. Gedichte. Wien 1950.
- Polnische Lyrik. Nachdichtungen. Anthologie. Wien 1953.
- Julian Tuwim: Die Lokomotive. München 1969.
- Julian Tuwim: Das Rübchen. Kinderbuch. München 1970.